# 18887 Yiliuchen
18887 Yiliuchen este un asteroid din centura principală de asteroizi.

## Descriere
18887 Yiliuchen este un asteroid din centura principală de asteroizi. A fost descoperit pe 7 ianuarie 2000 la Socorro, New Mexico, în cadrul proiectului LINEAR. Asteroidul prezintă o orbită caracterizată de o semiaxă mare de 2,30 ua, o excentricitate de 0,17 și o înclinație de 6,7° în raport cu ecliptica.